# Hebron (Palestina)

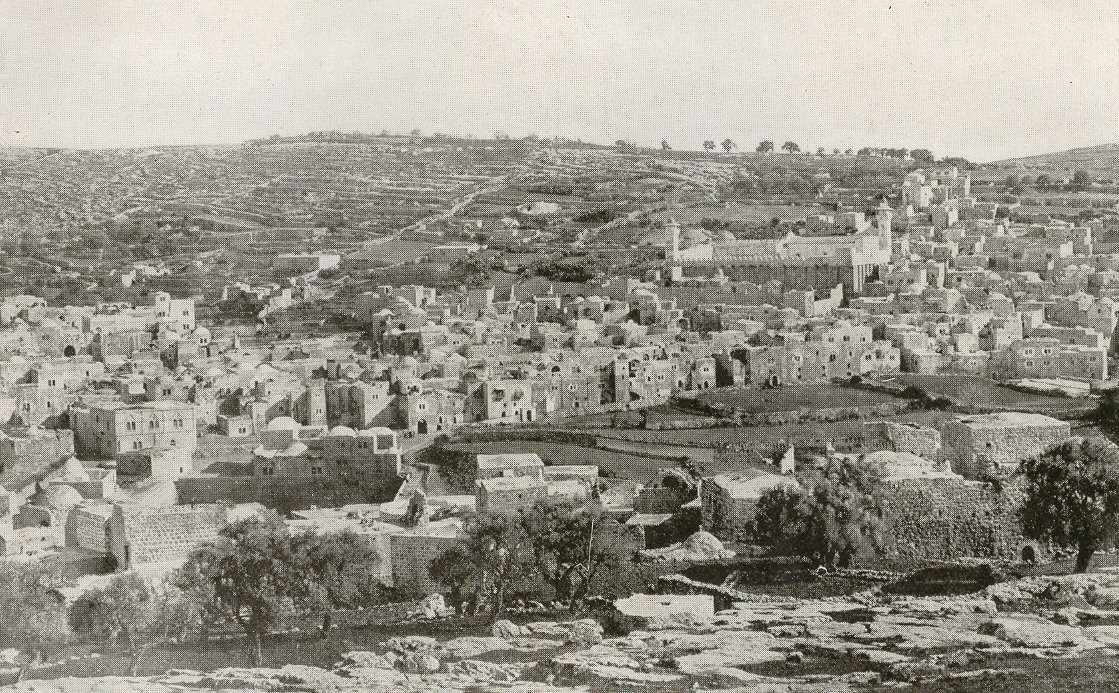
Hebron 1910

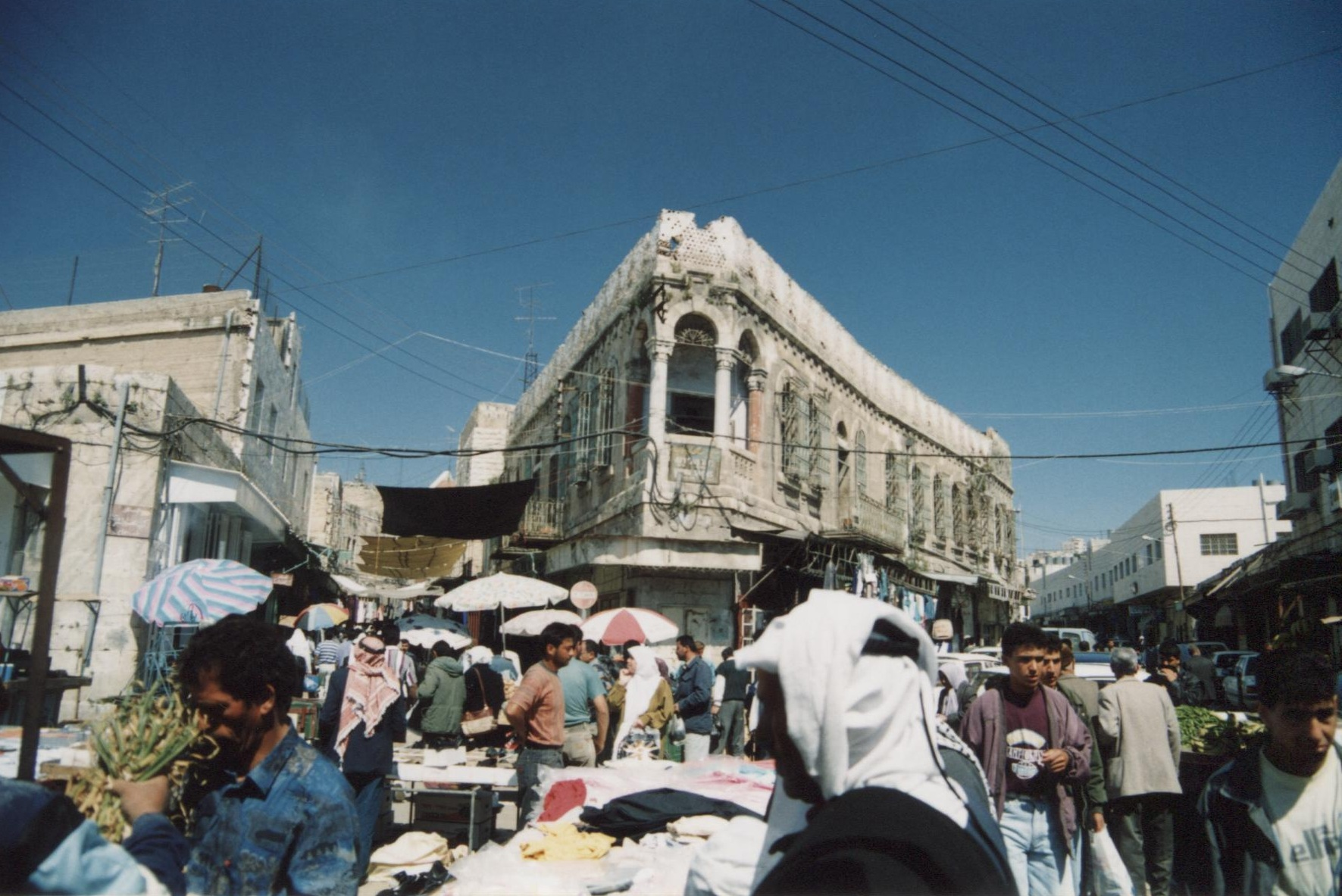
Markt in Hebron, 1995

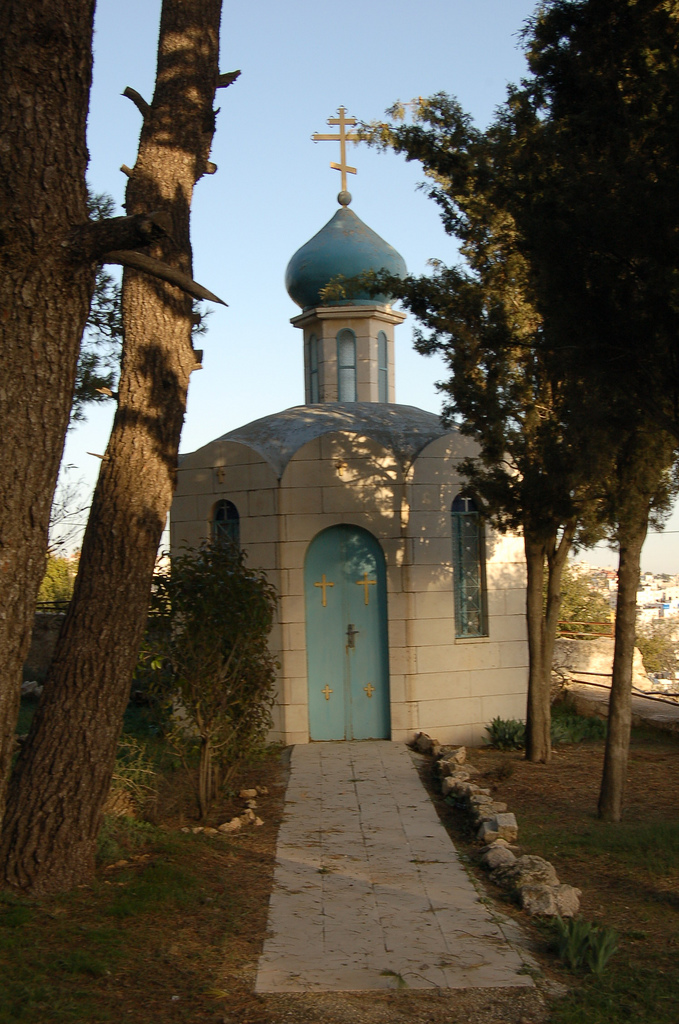
Het Russisch-Orthodoxe klooster in Hebron, 2008

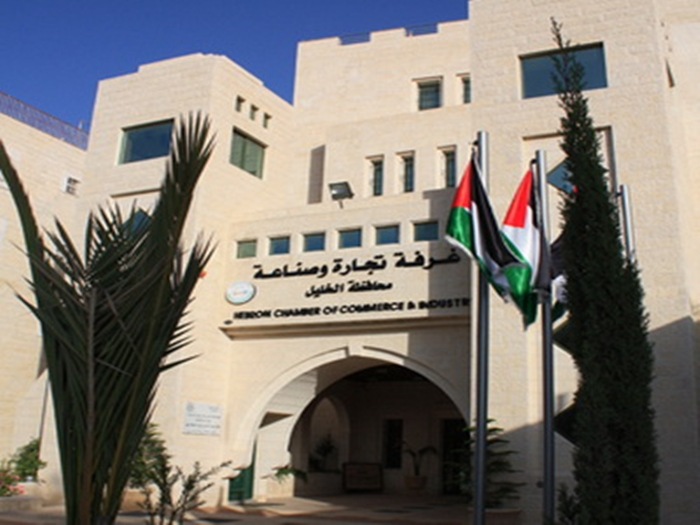
Kamer van Koophandel, 2010

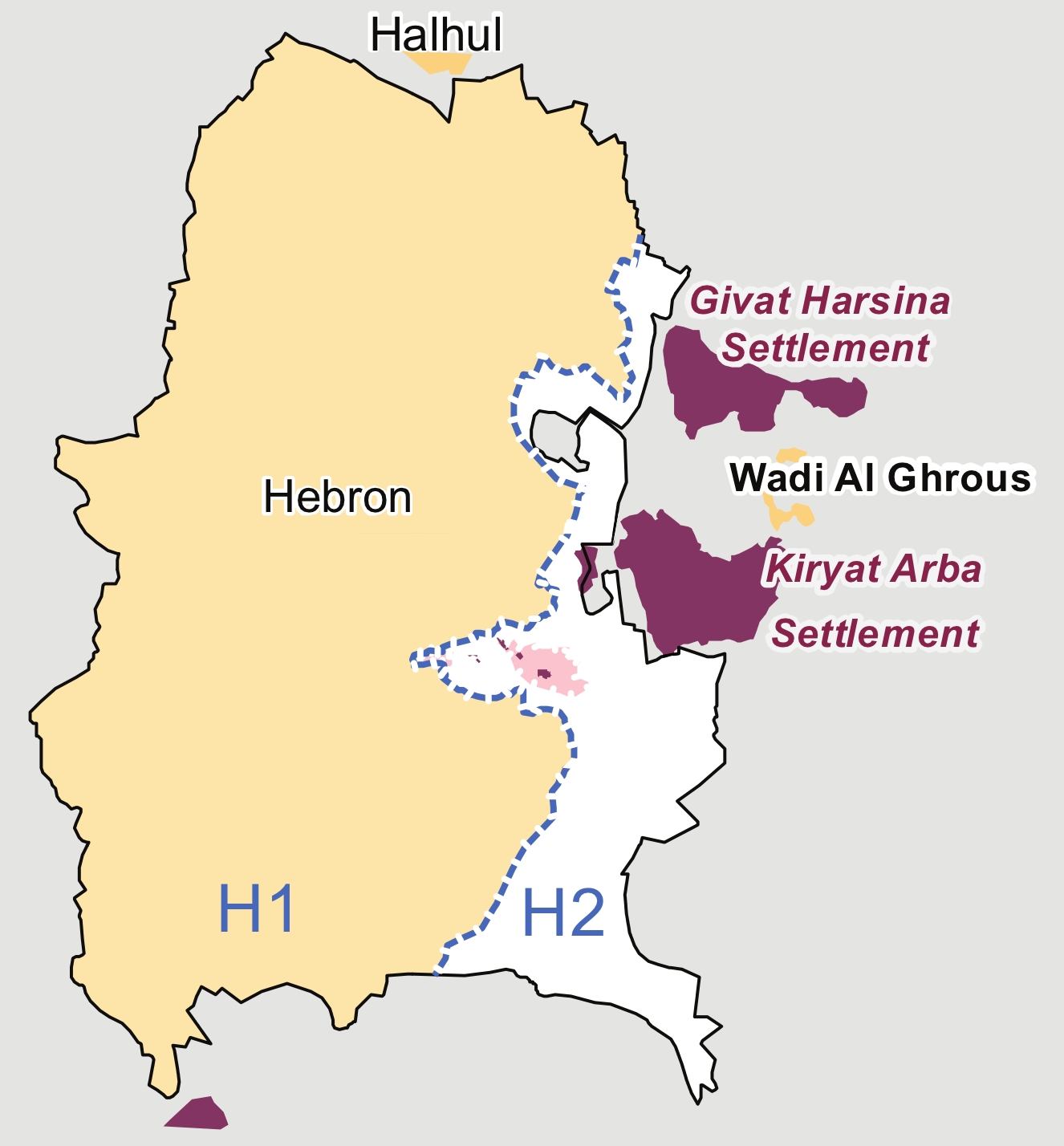
Kaart van Hebron met het Palestijns gecontroleerd gebied H1, en het door Israël gecontroleerd gebied H2, volgens het Protocol van Hebron van 1997 en uitbreiding met nederzettingen daarbuiten

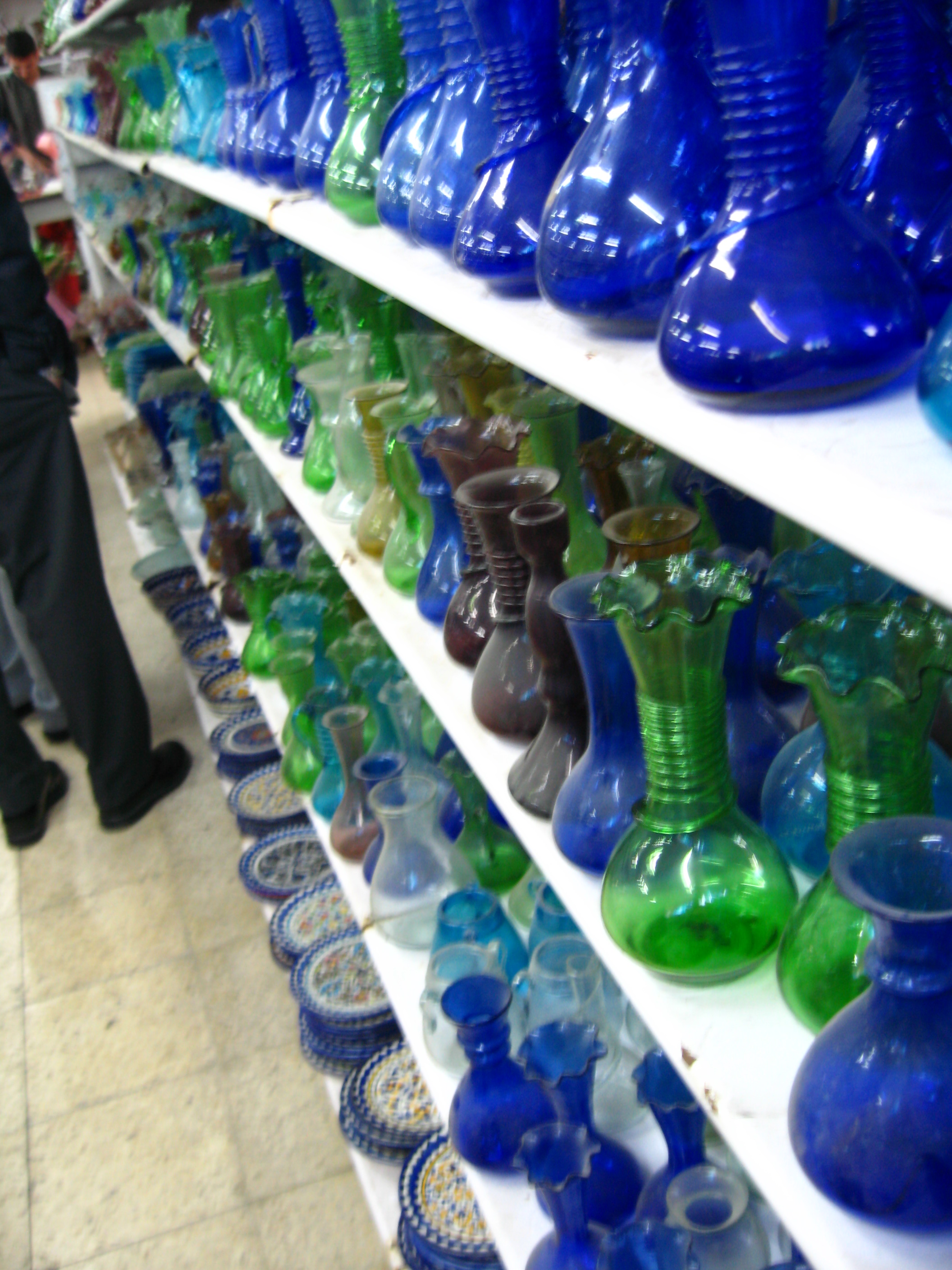
Glas-producten uit Hebron

Hebron (Arabisch: الخليل Al Khalil (wat 'vriend' betekent), Hebreeuws: חברון, Chevron) is een stad op de door Israël in 1967 bezette Westelijke Jordaanoever in het Palestijnse Gouvernement Hebron. Hebron valt grotendeels onder het bestuur van de Palestijnse Autoriteit (PA). Het is de op een na grootste stad van Palestina op de Westelijke Jordaanoever met ongeveer 215.000 overwegend Palestijnse inwoners (census 2016). In 1968 werd er naast Hebron de Israëlische nederzetting Kirjat Arba gebouwd en breiden nederzettingen zich in en rond de stad verder uit.
Hebron is een van de oudste steden in het Midden-Oosten. Waarschijnlijk is Hebron in de 18e eeuw v.Chr. gesticht en is een van de oudste steden in de wereld die onafgebroken bewoond zijn. Het was een koninklijke stad (koning Hoham) in het oude Kanaän, en wordt als zodanig ook in de Hebreeuwse Bijbel vermeld. In het bijbelboek Jozua wordt Hebron aangewezen als een van de zes vrijsteden voor de Israëlieten. (Jozua 20:7). De bevolking in Palestina was gedurende vele eeuwen overwegend Arabisch en kende een relatief kleine joodse gemeenschap.
In Al Khalil/Hebron bestond al in de negende eeuw een bloeiende glasindustrie, waarvoor Bedoeïenen de materialen leverden. De ligging van Hebron op het kruispunt van wegen naar alle richtingen maakte Hebron tot een religieus en commercieel centrum, waardoor de industrie bloeide.
In Al Khalil/Hebron staat de Ibrahimi-moskee (Abraham-moskee). Daar bevindt zich ook de Grot van de Patriarchen, een heilige plaats voor zowel moslims als joden. Joden kennen de plek als Grot van Machpela. In deze 'grot' is er van zowel joden als moslims als christenen een heiligdom geweest. Herodes de Grote heeft er tijdens zijn regering een muur omheen gebouwd waarbinnen in de loop der jaren door verschillende heersers een tuin, een moskee en een netwerk van gangen en kamers zijn gebouwd. Van het christelijke heiligdom, dat op deze plaats heeft gestaan, zijn getuigenissen en zijn resten aan te treffen in de architectuur. Onder het Perzische bewind werd in 637 op de ruïnes een moskee gebouwd in beheer bij een islamitische Waqf. In de joodse traditie geldt Hebron als een van de vier 'heilige steden'. In de islam wordt Hebron ook wel als de vierde heilige stad gezien.
In Hebron bevindt zich de Universiteit van Hebron, gesticht in 1971 door sjeik Mohammed Ali Al-Jabari. In maart 1996 werd de universiteit door Israël gesloten, maar na protesten van studenten begin 1997 weer geopend.

## Werelderfgoed
In juli 2017 tijdens de 41e sessie van de Commissie voor het Werelderfgoed is de oude stad van Hebron toegevoegd aan de Werelderfgoedlijst van UNESCO als Palestijns erfgoed (onder 'bedreiging'). De erkenning tot cultureel werelderfgoed werd niet geapprecieerd door Israëls premier Benjamin Netanyahu die daarop zijn jaarlijkse bijdrage aan de Verenigde Naties met 1 miljoen dollar verminderde.

## Geschiedenis

### In de Bijbel
De Bijbel verhaalt hoe Abram (later Abraham genoemd) zou zijn gaan wonen in de "eiken(bossen) van Mamre" in de buurt van Hebron (Genesis 13:18). En ook hoe zijn vrouw Sara daar stierf (in Kiriath-arba "de stad van vier", een oude naam voor Hebron). De Hethiet Efron kreeg van hem voor de akker met de grot van Machpela 400 sikkel zilver (naar de gangbare handelswaarde) om zijn vrouw daar te begraven. Hij vond er ook zelf zijn laatste rustplaats. Er wordt verondersteld dat Abraham via zijn zoon Izaäk de stamvader van de Israëlieten is en via zijn zoon Ismaël van de Arabieren.
Volgens de Bijbel werd de koninklijke stad Hebron evenals andere koninklijke steden door Jozua verwoest en uitgemoord, nadat hij via Jericho Kanaän was binnengevallen. In 2 Samuel 2 wordt verhaald hoe David met zijn vrouwen, en zijn mannen met hun gezinnen, in de 'steden van Hebron' gingen wonen. Daar wordt hij door de mannen van Juda tot koning gezalfd over het huis van Juda; weer later door de oudsten van Israël tot koning over Israël. De eerste zeven jaar en zes maanden van zijn ruim veertigjarige regering resideerde hij, volgens de Bijbel, in Hebron.
Abraham wordt in de Hebreeuwse Bijbel door Josafat "Vriend van God" genoemd (2 Kronieken 20:7) In het Nieuwe Testament in de Brief van Jacobus 2:23 wordt dit aangehaald. In het Arabisch "Al-Khalil" = vriend.

### Tijdens het Romeinse Rijk
De huidige stad Hebron werd in tijdens het Romeinse Rijk gesticht in de vallei bergafwaarts van Tel Rumeida. Herodes de Grote, vazalkoning van de Romeinen over de provincie Judea, bouwde de muur die nog steeds de Grot van de Patriarchen omringt. Tijdens de eerste Joodse opstand tegen de Romeinen werd Hebron ingenomen door Simon Bar Giora. Het stadje werd later verwoest door Vespasianus' officier Sextus Vettulenus Cerialis. Flavius Josephus schreef dat hij "alles wat hij daar vond, jong en oud, doodde en de stad plat brandde". Na de opstand van Sjimon bar Kochba in 135 n.Chr. werden Joodse gevangenen als slaven verkocht op de slavenmarkt Terebinth in Hebron. [ 51 ] [ 52 ]

### Tijdens het Byzantijnse Rijk
De stad maakte deel uit van het Byzantijnse Rijk in de provincie Palaestina Prima in het bisdom van het Oosten. De Byzantijnse keizer Justinianus I bouwde in de 6e eeuw na Christus een christelijke kerk boven de grot van Machpela, die later in 614 door de Sassanidische generaal Shahrbaraz werd verwoest toen de legers van Khosrau II Jeruzalem belegerden en innamen. Joden mochten onder Byzantijns bewind niet in Hebron verblijven. Het heiligdom zelf werd echter gespaard door de Perzen, uit respect voor de Joodse bevolking, die talrijk was in het Sassanidische leger.

### Vroeg-Islamitische periode en kruisvaarders
Hebron was een van de laatste steden in Palestina die in de 7e eeuw ten onder ging aan de islamitische invasie, wat mogelijk de reden is dat Hebron niet wordt genoemd in enige traditie over de Arabische verovering. Toen het Rashidun-kalifaat in 638 zijn heerschappij over Hebron vestigde, veranderden de moslims de Byzantijnse kerk op de plaats van Abrahams graf in een moskee. Het werd een belangrijk station op de karavaanhandelsroute vanuit Egypte, en ook als tussenstation voor pelgrims die de jaarlijkse hadj vanuit Damascus maakten. Na de val van de stad stond de veroveraar van Jeruzalem, kalief Omar ibn al-Khattab, het Joodse volk toe om terug te keren en een kleine synagoge te bouwen binnen het Herodiaanse district.
Hierna kwam de periode van de Kruisvaarders, van de Ajjoebiden en de Mamelukken vanaf 1260. Zij verboden in 1266 de joden en de christenen om in de Grot van de Aartsvaders te bidden, waarna dezen de gewoonte aannamen om te bidden voor een opening in de muur.

### Tijdens het Ottomaanse Rijk (1516 - 1916)
Tijdens de periode van het Ottomaanse Rijk in het begin van de 19e eeuw had Palestina rond 250.000 à 300.000 inwoners, waarvan 16.000 bedoeïenen. Hebron had in die tijd tussen de 5000/6000 inwoners, voornamelijk kleine boeren, die rondom het stadje een khirba (een stukje ongecultiveerd of nog te cultiveren land) bezaten.

### Intermezzo: Egyptische bezetting (1831 - 1840)
Tijdens de bezetting door Egypte (1831-1840) vond in 1834 in Hebron een grote opstand plaats van de lokale plattelandsbevolking en bedoeïenen tegen het Egyptische bestuur omdat dit geen rekening hield met opgebouwde rechten onder het Ottomaanse bewind en lokale moslims wilde rekruteren voor de krijgsdienst. Tijdens deze bloedige opstand werden ongeveer 500 moslims gedood, 750 in krijgsdienst genomen en 120 jongens uitgeleverd aan Egyptische legerofficieren. Vele inwoners sloegen op de vlucht.

### Tijdens het Britse mandaat (1922 - 1948)
In de periode van het Britse mandaat over Mandaatgebied Palestina (1922-1948) veroorzaakte de immigratie van grote aantallen Joodse zionisten overal in Palestina in toenemende mate spanningen tussen deze nieuwe en de inheemse bevolking. In Hebron leefden al eeuwenlang verschillende bevolkingsgroepen vreedzaam samen, waaronder een kleine gemeenschap van sefardische Joden. Nadat Asjkenazische Joden uit Europa zich in Hebron gevestigd hadden en er in 1925 een yeshiva stichtten ontstonden er spanningen. Dit leidde in 1929 tot een bloedbad. Daarna werden onder bevel van de Britse autoriteiten de overgebleven Joden uit Hebron verbannen, omdat de Britse autoriteiten niet langer hun veiligheid konden garanderen. Tot de Zesdaagse Oorlog van 1967 was er in Hebron geen joodse aanwezigheid meer.

### Tijdens het Jordaanse bestuur (1948 - 1967)
Na de Arabisch-Israëlische Oorlog van 1948 en het uitroepen van de staat Israël werd een wapenstilstand gesloten tussen Israël en Jordanië en werd een grens overeengekomen, de Groene Lijn. De notabelen van Hebron spraken zich uit voor aansluiting bij Transjordanië. Resten van joodse aanwezigheid in Hebron, waaronder de Abraham Avinu-synagoge uit 1540, werden met de grond gelijkgemaakt.

## Tijdens de Israëlische bezetting vanaf 1967
Israël veroverde tijdens de Zesdaagse Oorlog in 1967 de Westelijke Jordaanoever op Jordanië en bezette die vervolgens. Voor het bestuur van Joodse Israëlische nederzettingen die sindsdien in het bezette gebied worden gesticht zijn door Israël regionale raden ingesteld. Voor de nederzettingen in en rond Hebron is dat de Regionale raad van Har Hebron. De stichting en uitbreiding van de nederzettingen worden gesteund door het in 1979 in New York opgerichte Hebron Fonds.

### 1968 Israëlische nederzettingen binnen en rondom Hebron
In 1968 huurde een groep fundamentalistische religieus-zionistische joden, die zich voordeden als Zwitserse toeristen, het belangrijkste hotel midden in de oude stad. Ze weigerden te vertrekken en vestigden zich er illegaal onder bescherming van Israëlische militairen. Dit vond plaats gedurende het joodse paasfeest. De leider van deze groep was rabbijn Moshe Levinger, leider van de latere Gush Emunim-beweging, de latere Amana-beweging. Na anderhalf jaar van onrust werd door hen, met toestemming van de Israëlische regering, ten oosten van de stad ook de Israëlische nederzetting Kirjat Arba gesticht.
Anno 2019 waren er binnen de stad Hebron vijf nederzettingen gesticht, die allengs worden uitgebreid.
In 2021 onthulde de Israëlische krant Haaretz dat er voor kolonisten een aantal geheime deals op de Westelijke Jordaanoever waren uitgevoerd door het vastgoedbedrijf Himanuta. Dit bedrijf wordt gesubsidieerd door het Joods Nationaal Fonds (JNF) om op de Westelijke Jordaanoever huizen te kopen voor Israëlische Joodse kolonisten. Het Israëlische ministerie van Defensie had het KKL-JNF ingeschakeld om honderden dunams privaat Palestijns lan te kopen voor kolonisten die op het land werkten terwijl de eigenaren de toegang verboden werd. Het Bakri huis in Hebron werd als voorbeeld genoemd.

### 1993 Oslo-akkoorden
In september 1993 werd een akkoord gesloten tussen de PLO (Yasser Arafat) en Israël (Yitzhak Rabin) waarbij de nieuw opgerichte Palestijnse Nationale Autoriteit (PA) in fases zelfbestuur zou krijgen, waardoor na een periode van vijf jaar een onafhankelijke Palestijnse staat gerealiseerd zou kunnen zijn. Als getuigen waren de Amerikaanse president Bill Clinton en afgezanten van Rusland, Egypte, Jordanië, Noorwegen en de Europese Unie aanwezig.

### 1994 Bloedbad in en rond de Ibrahimi-moskee
Op 25 februari 1994 drong Baruch Goldstein, een Amerikaans-Israëlische arts uit Kirjat Arba en lid van de terroristiche organisatie Kach, gewapend en in soldatenuniform de Ibrahimi-moskee binnen tijdens een gebedsstond en schoot 29 biddende moslims dood; 125 moslims werden gewond. Buiten de moskee werden nog eens 19 Palestijnen gedood, volgens ooggetuigen door minstens één Israëlische soldaat. Goldstein werd daarna ook zelf gedood.
Na dit bloedbad werd de moskee door de Israëlische autoriteiten verdeeld in twee afzonderlijke gedeelten: een voor moslims en een voor joden. Voorts werden de Palestijnse en Joodse gemeenschappen van elkaar gescheiden, de Shuhada-straat, een belangrijke winkelstraat, werd afgesloten voor Palestijnen en hun winkels werden gedwongen gesloten, voordeuren werden gebarricadeerd waardoor families in hun huizen opgesloten raakten; van levendige straten verworden tot spookstad.

## Internationale bemoeienis en afspraken

### 1994 Internationale waarnemers-TIPH
Na het bloedbad van Hebron (1994) werd een internationale waarnemersmissie (TIPH) naar Hebron gestuurd ter bescherming van de Palestijnse inwoners. Zij moesten daarvoor incidenten tussen Palestijnen en Israëliërs documenteren. Echter, door gebrek aan overeenstemming over het mandaat werden de waarnemers na drie maanden weer teruggetrokken. Pas na de inwerkingtreding van het Hebron-Protocol werd de waarnemingsmissie weer ingesteld. op 17 januari 1997 tussen de Israëlische regering van premier Benjamin Netanyahu en Yasser Arafat van de Palestijnse Autoriteit in het kader van de uitvoering van de Oslo-akkoorden (Oslo II).

### 1997 Hebron Protocol
Met het Hebron Protocol "Protocol Concerning the Redeployment in Hebron" zou uitvoering worden gegeven aan de Oslo-akkoorden van 1993 waarin voor de Palestijnen uitzicht werd gegeven op een eigen onafhankelijke staat.
Op 15 januari 1997 feliciteerde de Nederlandse minister van Buitenlandse zaken, Hans van Mierlo, namens de Ministerraad van de Europese Unie, beide partijen met het besluit tot deze overeenkomst. Op 16 januari richtte Benjamin Netanyahu zich tot de Knesset met de verklaring dat hij met respect voor het protocol andere doelstellingen nastreefde dan de voorgaande regeringen.
Op 17 januari 1997 werd het Hebron Protocol ondertekend door Dan Shomron) (Israël) en Saeb Erekat (Palestijnse Autoriteit). De minister van Buitenlandse Zaken van de Verenigde Staten, Warren Christopher, was getuige.
Tijdens de periode van totstandkoming, goedkeuring en ondertekening van het Hebron-protocol in januari 1997 had Yasser Arafat, president van de Palestijnse Autoriteit, de stad bezocht. Op 19 januari werd hij er door een dankbare en uitzinnige menigte ontvangen. In zijn toespraak richtte hij onder andere geruststellende woorden aan het adres van de joodse kolonisten in de stad. Helaas verdween de euforie en de hoop; Yitzhak Rabin werd in 1995 vermoord, Arafat overleed onder verdachte omstandigheden in 2004. De kolonisten verdubbelden in aantal en - met bescherming van het leger - in zelfverzekerdheid.
Bestuursverdeling H1 en H2
Op grond van het Hebron-Protocol kwam circa 80% van de stad ("H1" genoemd), met ongeveer 140.000 Palestijnse inwoners, onder het bestuur van de Palestijnse Autoriteit. De overige 20% ("H2") met ongeveer 30.000 Joodse Israëliërs, en ongeveer 500 Joodse rechts-nationalistische kolonisten in vier nederzettingen binnen in de stad, bleef onder de verantwoordelijkheid van Israël Tevens werd weer voorzien in een tijdelijke internationale aanwezigheid, de "Temporary International Presence in the City of Hebron" (TIPH)

### 1998 Wye River-akkoorden
In het kader van de akkoorden van Wye River, ook wel het Wye River Memorandum genoemd, die in oktober 1998 als deel van het Arabisch-Israëlische vredesproces werden bereikt, kwamen Israël en de PLO een voorlopige regeling overeen over de toegang voor zowel moslims als joden tot de Grot der Patriarchen onder de Ibrahim-moskee. De Waqf behield hierbij de controle over nog 81% van het moskee-complex. De cenotafen van Isaac en Rebekka, die zich in dat deel van de moskee bevinden, werden voor joden toegankelijk gedurende 10 dagen per jaar. Tijdens die dagen zijn de moskee en de straten rondom afgesloten voor moslims. Israëlische militairen laten dan alleen joodse gelovigen toe en sommige toeristen. Op 10 andere dagen per jaar hebben alleen moslims toegang tot de grot.

### 2002-2019 Waarnemers Wereldraad van Kerken
Sinds 2002 waren in Hebron, evenals elders op de Westelijke Jordaanoever, ook waarnemers werkzaam in het kader van het EAPPI-programma (Ecumenical Accompaniment Program in Palestine and Israel) van de Wereldraad van Kerken (WCC). In 2017 maakte de Wereldraad bekend dat het hele project bemoeilijkt werd.
Eind januari 2019 kondigde de WCC aan haar EAPPI-vrijwilligers uit veiligheidsoverwegingen uit Hebron terug te roepen. In een persverklaring stelde de Wereldraad dat bewoners van de illegale nederzettingen, gesteund door het Israëlische leger, hen het werken als onafhankelijke waarnemers onmogelijk maakten.

### Verenigde Naties, rapport 2018
In februari 2018 bracht de OCHA (het Bureau voor de coördinatie van humanitaire zaken van de Verenigde Naties) een rapport uit over de humanitaire impact van de Israëlische nederzettingen in Hebron. In reeds vijf woongebieden in de stad leven een paar honderd Israëlische kolonisten te midden van ongeveer 40.000 Palestijnse inwoners. Politiek optreden van de Israëlische autoriteiten, die directe controle uitoefenen over zo'n 20% van de stad, heeft geresulteerd in gedwongen vertrek van Palestijnen uit hun woningen. De levensomstandigheden, het familieleven en de basisvoorzieningen van de overgebleven Palestijnen in de met militaire controleposten (checkpoints) afgesloten delen van de stad, worden langzamerhand te niet gedaan. In het rapport werd gewezen op de verantwoordelijkheid die Israël als bezettende macht heeft ten aanzien van de bescherming van de Palestijnse burgers, hun menselijke behoeften en rechten, zoals bewegingsvrijheid en vrijwaring van discriminatie tegen hen. Tevens werd nogmaals gewezen op het feit dat de nederzettingen illegaal zijn en dat Israël moet stoppen met de ontwikkeling daarvan.

### Einde waarnemersmissie TIPH, 2019
Eind januari 2019 werd het mandaat van de TIPH-waarnemingsmissie - na 20 jaar - door Israël niet meer verlengd. Volgens premier Benjamin Netanyahu gedroeg men zich "anti-Israëlisch"
De ministers van Buitenlandse Zaken van de betrokken landen betreurden de beslissing van de Israëlische regering in een gezamenlijke verklaring. Ze riepen de partijen op om voort te maken op de weg naar vrede, alle nog uitstaande kwesties op te lossen en te komen tot een tweestatenoplossing.
Ook met het Hebron Protocol en verdere afspraken is geen uitvoering gegeven aan de Oslo-akkoorden waarin voor de Palestijnen uitzicht werd gegeven op een eigen onafhankelijke staat.
De woordvoerder van de Palestijnse Autoriteit, Saeb Erekat, noemde de beslissing van Netanyahu om het mandaat van TIPH niet te verlengen een duidelijk bewijs dat Israël een keiharde staat is.
Twee andere internationale groeperingen die zich hebben opgeworpen als begeleiders en waarnemers zijn: Christian Peacemaker Teams en International Solidarity Movement. Zij zijn nu nog overgebleven, maar zij hebben zeer beperkte menskracht.
Half februari 2019 werd een groep Palestijnse burgervrijwilligers gevormd die de kinderen voor hun veiligheid naar school begeleidde. Op een van de eerste dagen werden zij verbaal en fysiek mishandeld door kolonisten.

### Verenigde Naties, rapport 2019
In april 2019 werd een uitgebreider rapport over de Palestijnse bevolking in het het H2-gebied van Hebron gepubliceerd, met daarin een tijdslijn, achtergronden over het H2-gebied, dat intussen bestaat uit twee sub-gebieden: een voor Palestijnen verboden gebied en een gebied met restricties. Het rapport beschrijft de toegangsrestricties, de impact van Israëls militaire activiteiten en praktijken, het kolonistengeweld, de sociale isolatie, de beperkte toegang tot onderwijs en medische voorzieningen, de onzekerheid over inkomen en levensmiddelen, gebrek aan water en sanitatie, achterstallig onderhoud van woningen, en gedwongen verplaatsing van de Palestijnse inwoners.

## Spanningen en geweld sinds 1968
Sinds zich in 1968 zionistische Joodse kolonisten in Hebron vestigden en Palestijnse wijken met controleposten/checkpoints gesloten werden zijn er spanningen in de stad tussen deze Joodse Israëliërs en de Palestijnse inwoners. De kolonisten worden beschermd door circa 2000 soldaten van het Israëlische leger en door middel van de controleposten.
Enkele maanden na het Hebron Protocol van januari 1997 zou de Shuhadastraat, die gesloten was vanwege het bloedbad in de moskee in 1994, weer heropend worden. Door felle tegenstand van de kolonisten (die het de 'King Davidstraat' noemen) is tot woede van de Palestijnse winkeleigenaars en wegens de bouw van kolonistenhuizen rondom, de straat anno 2019 nog steeds niet geheel opengesteld.
In maart 2004 verbraken Jehuda Shaul en andere Israëlische militairen het stilzwijgen over de mensenrechtenschendingen jegens de plaatselijke Palestijnse bevolking, waar zij tijdens hun militaire patrouilles in de stad getuige van waren geweest. Zij richtten de organisatie Breaking the Silence op en organiseerden rondleidingen om anderen van de situatie getuige te laten zijn.
In 2007 werd door Issa Amro in Hebron de beweging 'Youth against Settlements' (YAS) opgericht, een geweldloze basisbeweging tegen Israëls militaire bezetting en optreden. Issa Amro geeft regelmatig rondleidingen aan groepen uit de hele wereld om de realiteit van leven onder militaire bezetting te laten zien. Daarbij zijn zowel Amro als de bezoekers vaak doelwit van intimidatie door kolonisten. 
Elk jaar organiseert YAS een activiteiten week met een oproep om de belangrijkste voormalige winkelstraat van Hebron, de Shuhadastraat, te heropenen. 

### Kinderen
Op 26 maart 2001 vond in Hebron de spraakmakende moord plaats op de 10 maanden oude Joodse baby Shalhevet Pass. De moord maakte veel los in Israël toen bekend werd dat de Palestijnse sluipschutter het kind opzettelijk had gedood.
Palestijnse kinderen in Hebron hebben regelmatig te maken met bedreigingen, intimidaties, of worden aan ander geweld blootgesteld.
Het internationale Christian Peacemakers Team dat in Hebron waarneemt en kinderen begeleidt, maakte in 2015 een lijstje openbaar als voorbeeld om de gewelddadigheden aan te tonen waaraan Palestijnse kinderen in Hebron-H2 dagelijks zijn blootgesteld. Op 13 oktober 2017 vertoonde de organisatie een video waarop te zien was hoe 16 kinderen en 2 volwassenen in een hinderlaag werden gelokt en gearresteerd door de Givati-Brigade, in een kooi in het checkpoint werden opgesloten, met kettingen geboeid, geslagen, waarna 16 van hen overgeleverd werden aan de Israëlische politie door wie ze verder werden onderworpen aan fysiek en psychologisch geweld. Met dreigementen naar hun familie en veiligheid werden ze uiteindelijk vrijgelaten.
Sinds de verwijdering van het internationale waarnemers van het TIPH en het terugtrekken van EAPPI begin 2019 is het aantal aanvallen door Israëlische kolonisten en militairen op Palestijnse inwoners en mensenrechtenwaarnemers van het CPT toegenomen. Militairen verhinderen de waarnemers om schendingen van mensenrechten te documenteren en video's en foto's te maken. Ze worden van die plekken verwijderd en hun ID's worden gefotografeerd. Ook worden ze fysiek aangevallen door kolonisten. Vooral het geweld tegen schoolkinderen en onderwijzers neemt toe. Kinderen, evenals hun begeleiders van het CPT, ondergaan dagelijks op weg naar school uitgebreide controles en onnodig oponthoud bij de controleposten, mishandeling in de vorm van intimidatie en ondervragingen, en soms vinden er arrestaties plaats of wordt er traangas op hen afgevuurd. Ook tijdens schooltijden vallen militairen klaslokalen binnen, nemen kinderen mee of vuren binnen en buiten de school traangas af.

### Israëlische militaire interventie
Enkele voorvallen als voorbeeld:
Op 22 september 2015 werd een 18-jarige vrouw, Hadeel al-Hashlamoun, liggend op de grond bij een controlepost (checkpoint) doodgeschoten. Ze was daarvoor in haar been geschoten en op de grond gevallen. De soldaat beweerde dat ze een mes had, maar een getuige ontkende dat. Er was een video van het incident gemaakt. Volgens Amnesty International was het een buitengerechtelijke executie.
Op 12 november 2015 vielen Israëlische soldaten in burger een ziekenhuis in Hebron binnen en doodden daar een Palestijnse man, terwijl ze op zoek waren naar een ander.
Een soortgelijk schietincident als op 22 september 2015 vond plaats op 24 maart 2016 in de wijk Tel Rumeida, waar een Israëlisch soldaat, Elor Azaria, een Palestijnse man in het hoofd schoot en doodde. De Palestijn, die volgens Azaria met een mes zou hebben ingestoken op een andere soldaat, lag zwaar gewond op de grond en vormde geen gevaar meer. Azaria zat uiteindelijk 9 maanden vast wegens doodslag. Na twee-derde van zijn 14-maanden straf uitgezeten te hebben werd Azaria in vrijheid gesteld. Premier Benjamin Netanyahu en verschillende ministers, onder wie Yisrael Katz (1955) en Naftali Bennett, die een petitie hadden getekend, reageerden verheugd op zijn vrijlating. Door Likud-Knessetlid Yaron Mazuz werd Azaria ingezet bij zijn verkiezingscampagne voor de Knesset op 9 april 2019 en ging daarvoor samen met hem op de foto.
Het CPT publiceerde op 13 maart 2019 het bericht (met foto) dat op 12 maart een Palestijnse man, Yasser Fawzi Shweki (27 jaar), die een tas met documenten bij zich had voor het Palestijnse Hof in de wijk Al-Jabari, door een Israëlische soldaat in zone H2, bij Beit HaShalom, staande gehouden was en doodgeschoten, waarbij medische hulp afgewezen werd. Kort daarvoor waren daar op dezelfde wijze ook twee neven, Hussain en Bashar Jabari, 16 en 14 jaar oud, neergeschoten en zonder hulp doodgebloed.
Op 6 maart 2025 werd een jonge man, op weg naar zijn huis, bij de ingang van het al-Arroub Refugee Camp ten noorden van Hebron, door Israëlische soldaten aangevallen en geslagen. Hij had hevige verwondingen en breuken in zijn gezicht en kaak. Daarop stormden soldaten het kamp binnen en dwongen winkeleigenaren hun zaken te sluiten. Hierbij maakten ze gebruik van granaten en giftig traangas tegen huizen en bewoners.

## Zie ook

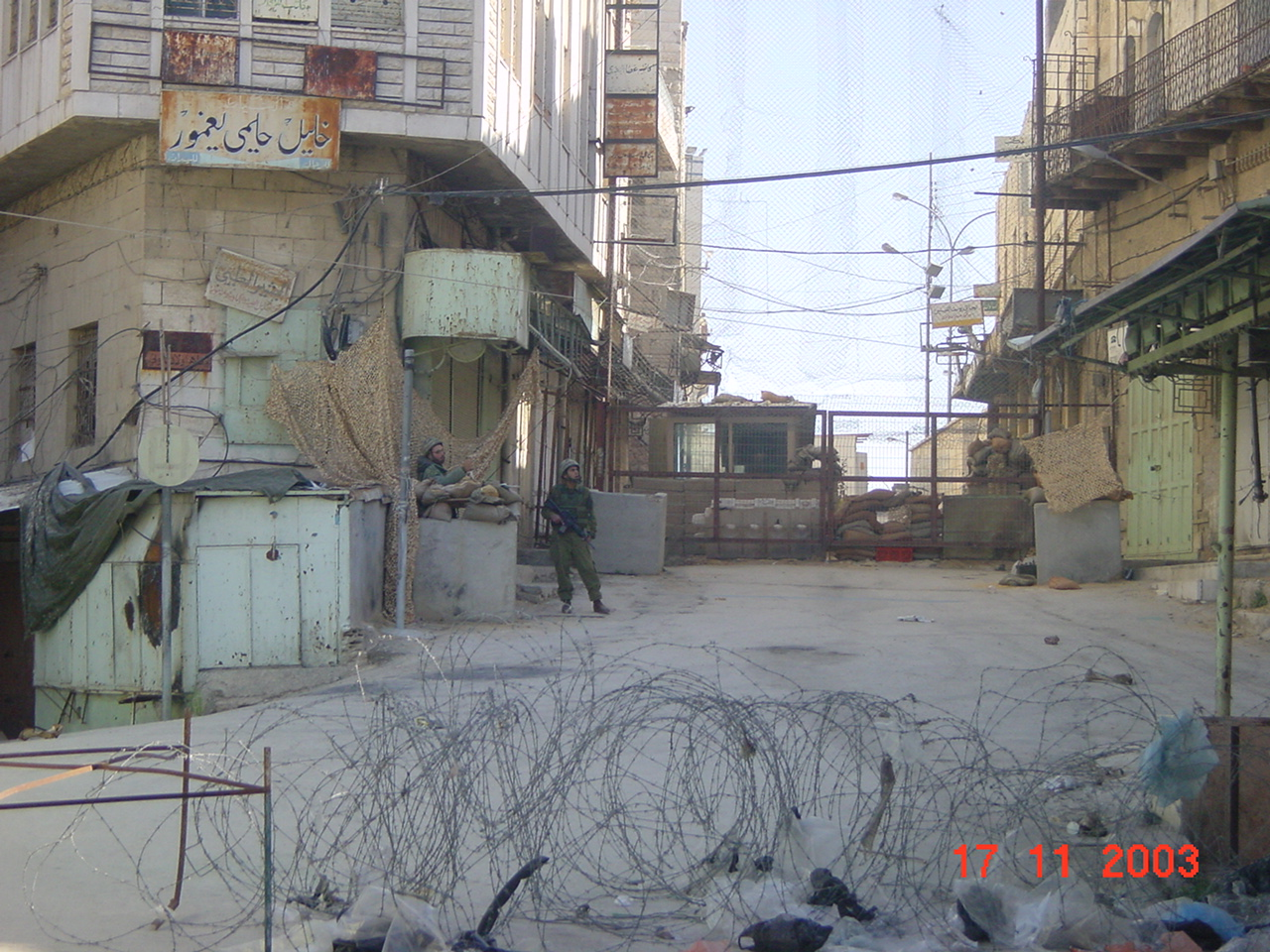
Soldaten voor de Joodse nederzetting in het centrum van Hebron, november 2003
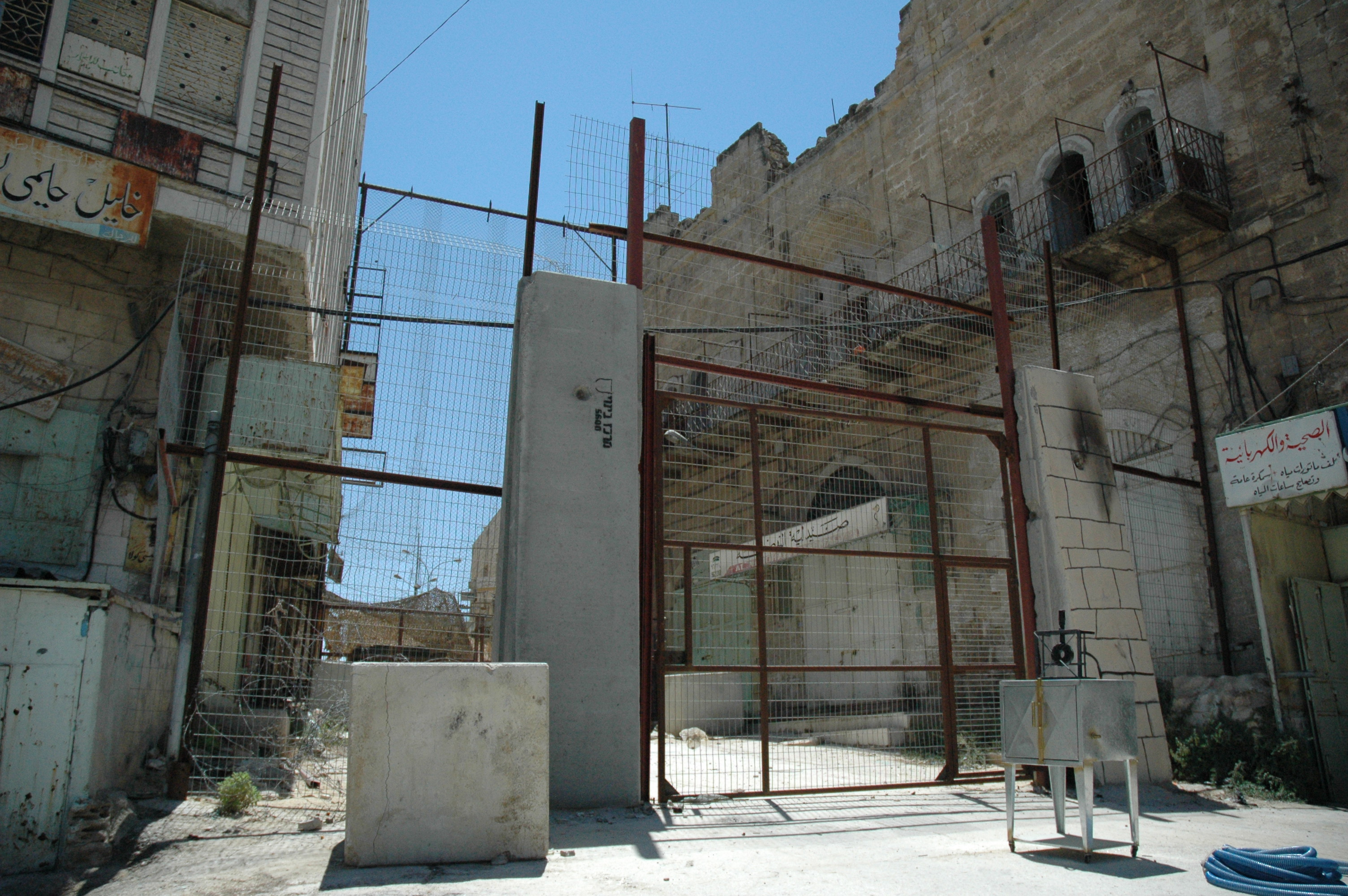
Afzetting in Hebron, 2004
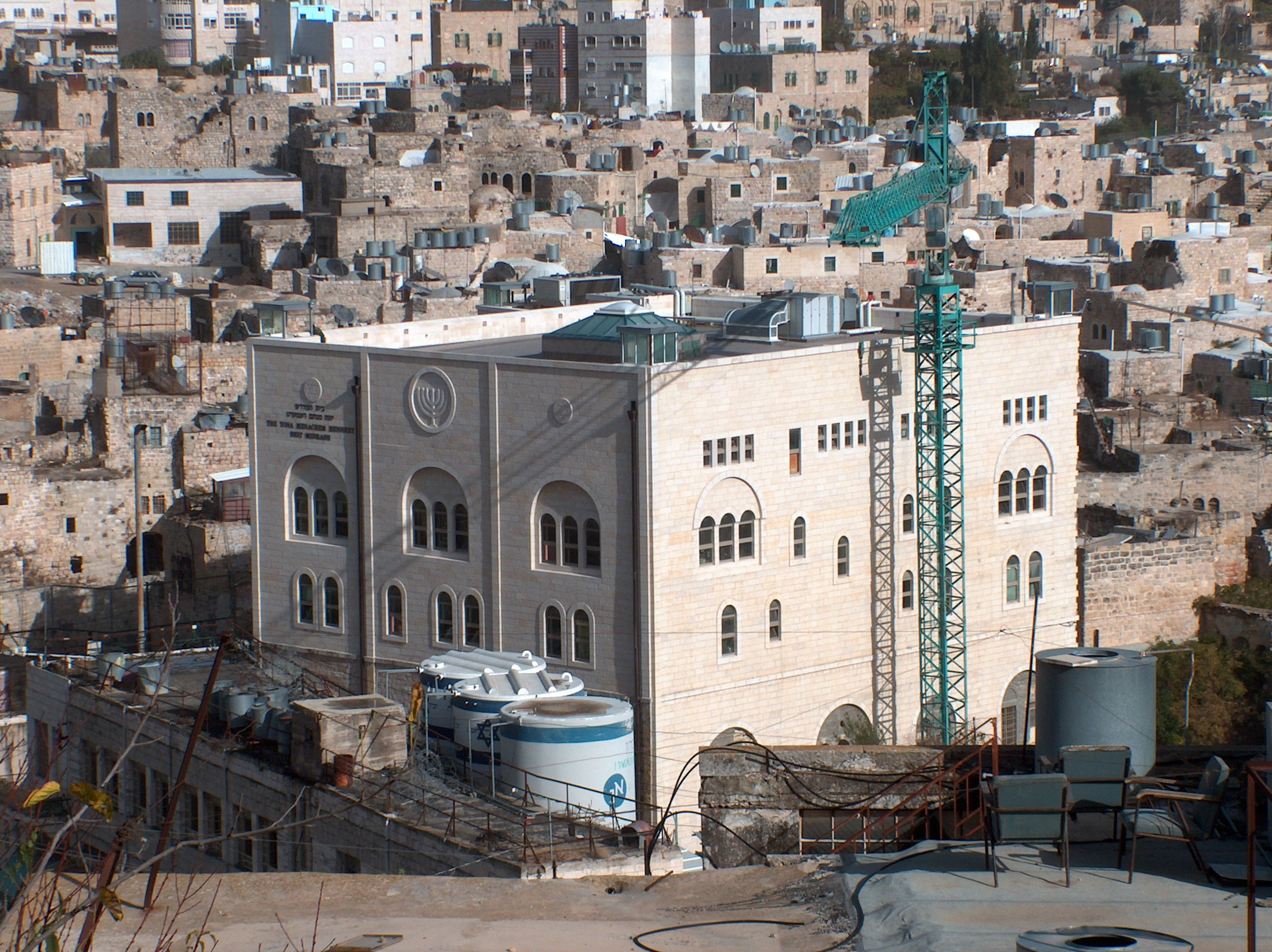
Joodse jesjiva, 2005
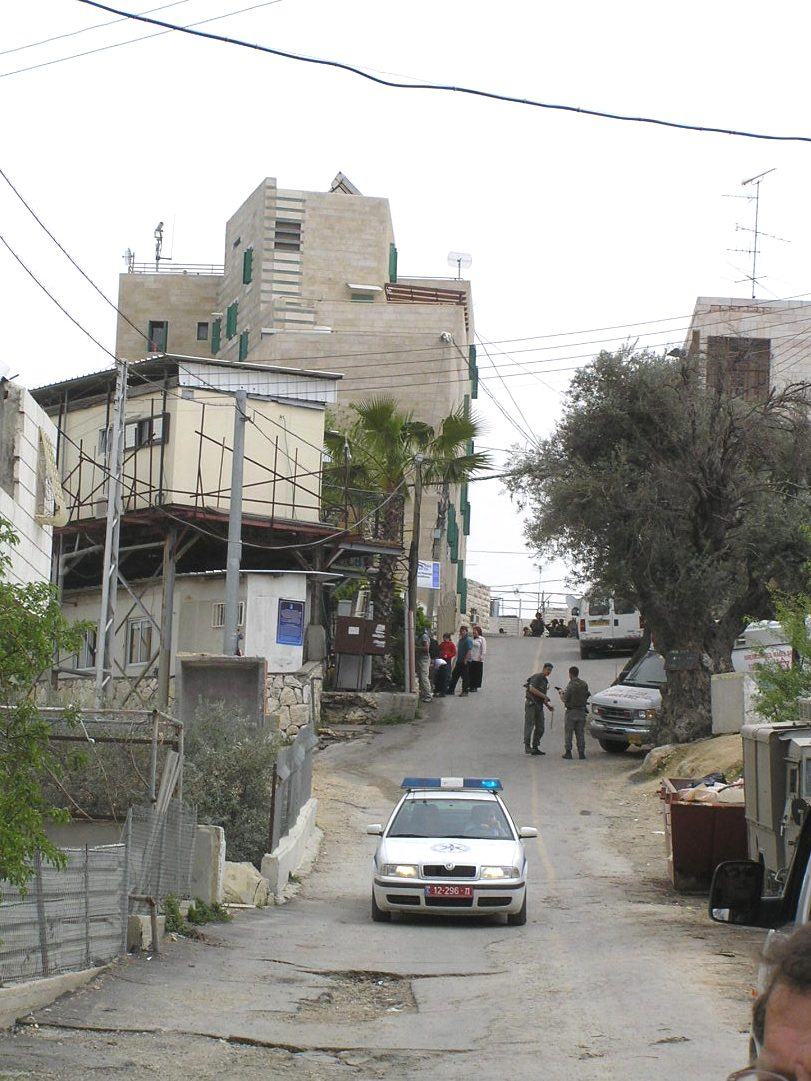
Gestapelde kolonistenwooncontainers, 2007
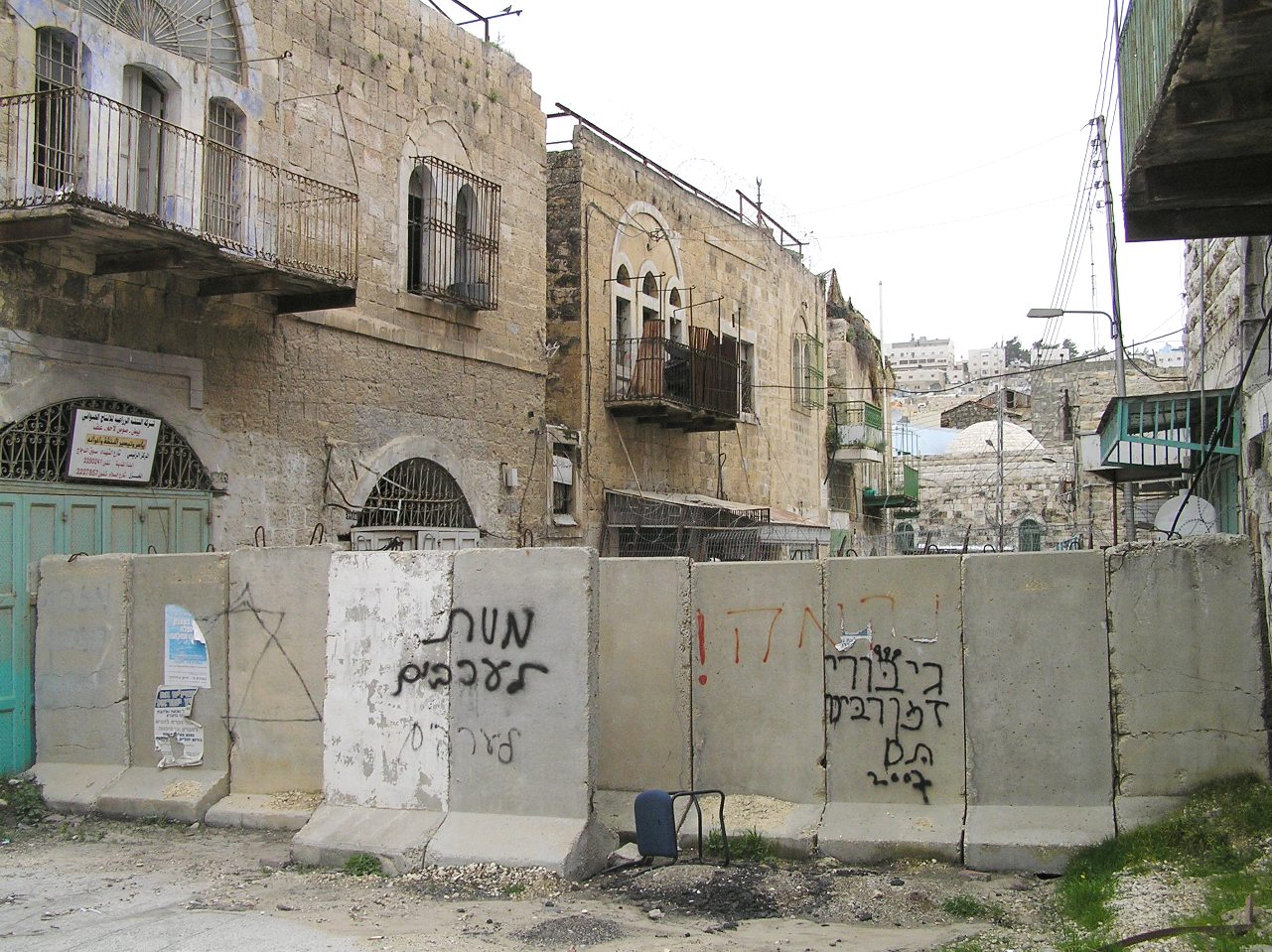
Scheidingsmuur in Hebron tussen zone H1 en H2 met opschrift "Dood aan de Arabieren", 2007
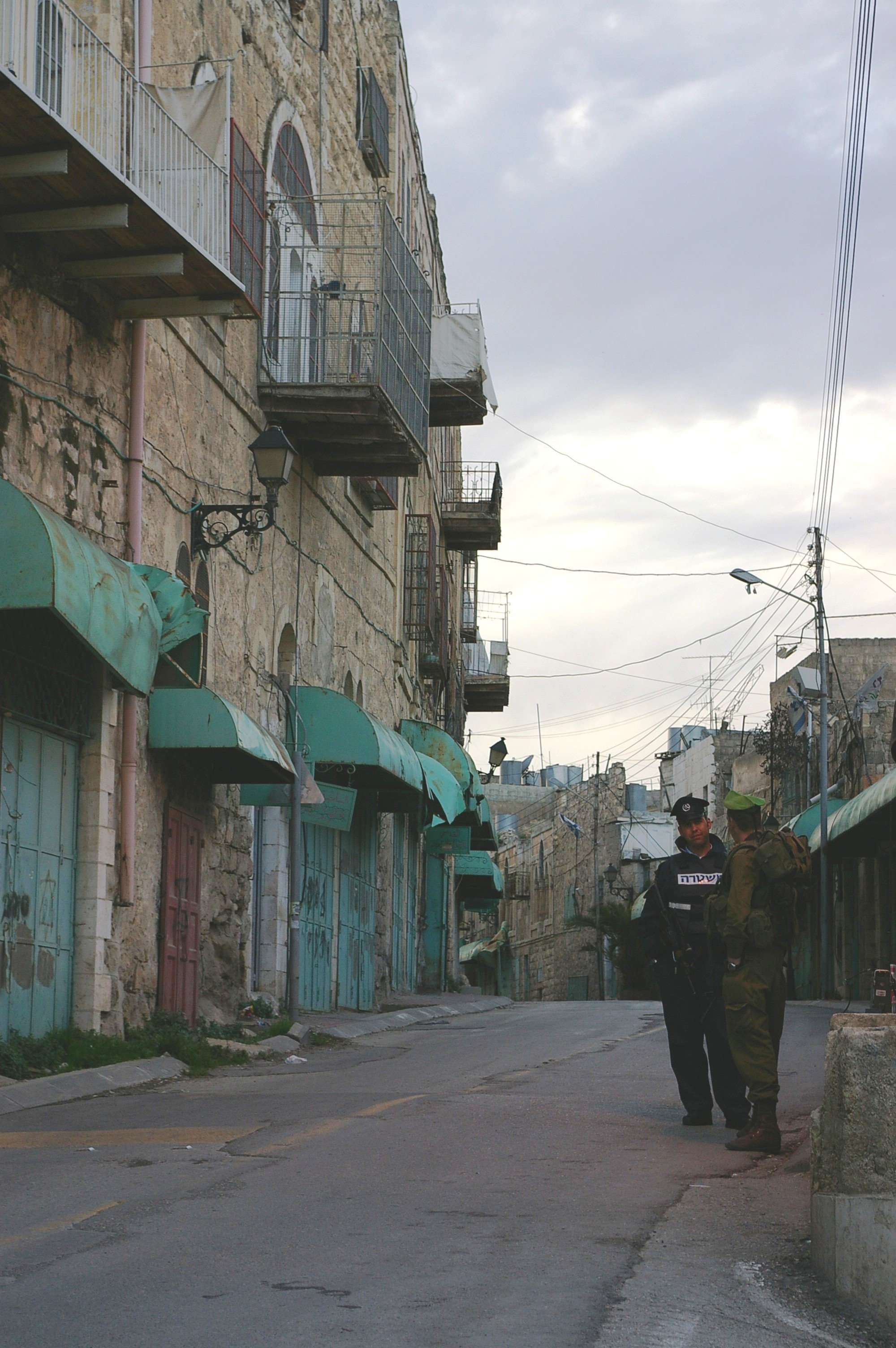
Gesloten winkels in een straat in Hebron, 2008
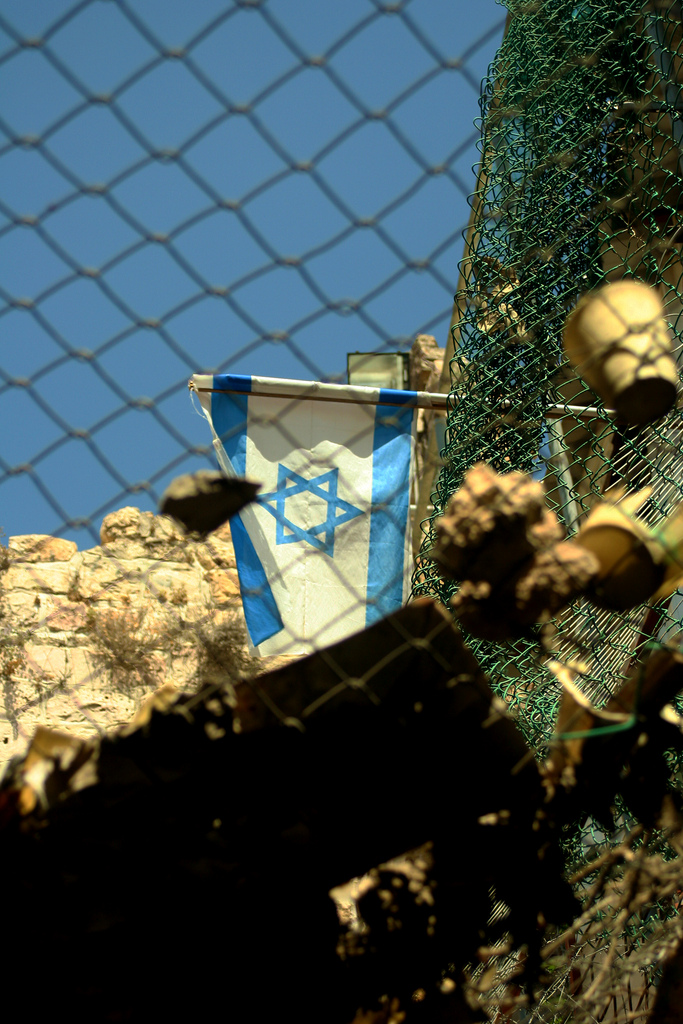
In Palestijnse straten van de oude stad hangen netten tegen het dumpen van afval door kolonisten (2009)
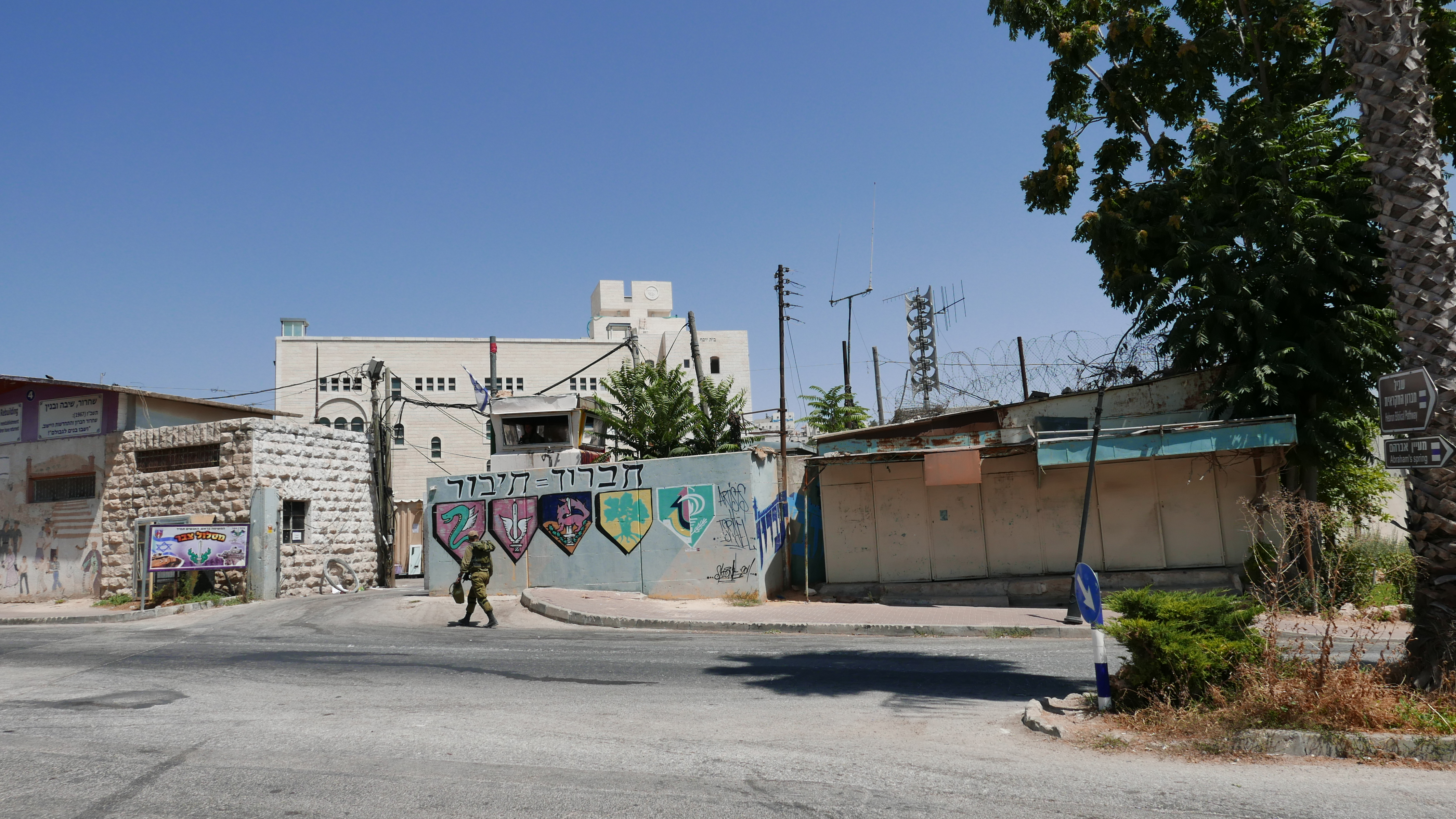
IDF-buitenpost, 2015
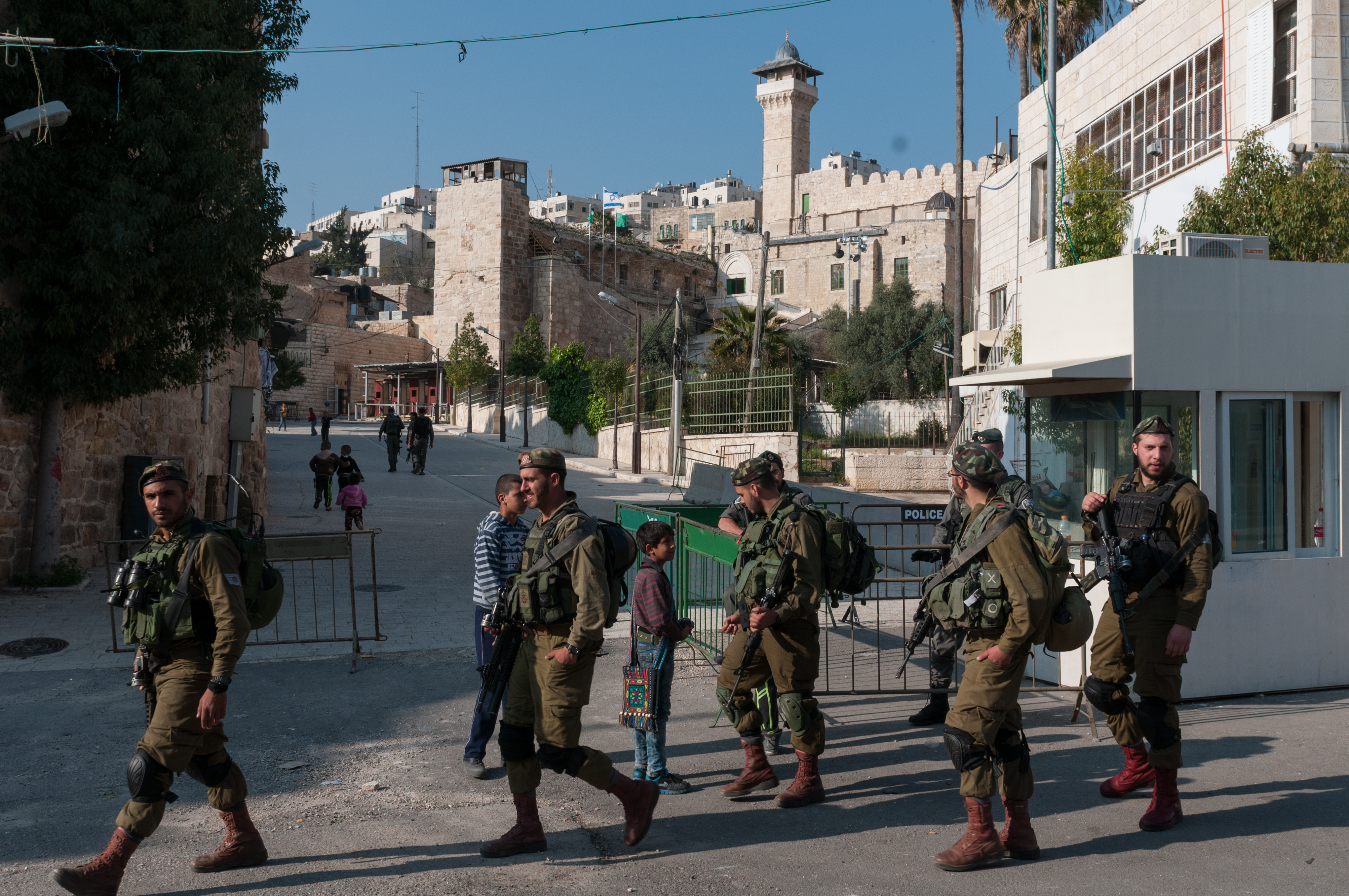
Soldatenpost bij de toegang naar de Ibrahimi-moskee en de oude stad, maart 2016

## Vriendschapsband
Firenze (Italië), sinds 2007